# Raymond W. Bliss

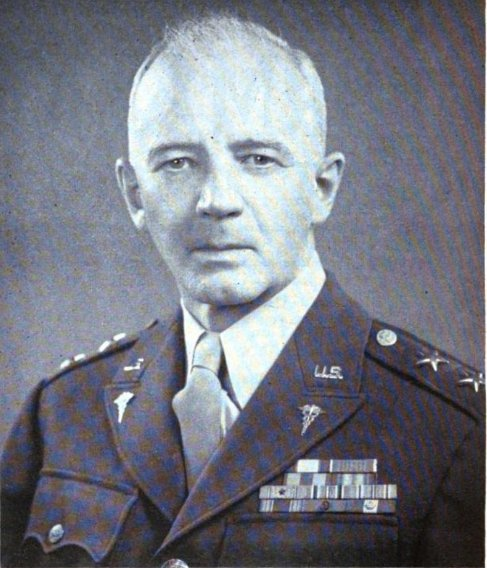
Raymond W. Bliss

Raymond Whitcomb Bliss (* 17. Mai 1888 in Chelsea, Suffolk Co., Massachusetts; † 12. Dezember 1965 in Tucson, Pima Co., Arizona) war ein US-amerikanischer Chirurg und Offizier der United States Army im 20. Jahrhundert, zuletzt auf dem Posten des Surgeon General of the United States Army.

## Biografie
Raymond W. Bliss graduierte 1910 an der Medizinschule der Tufts University in Boston. Zeitweilig hatte er auch an der Universität Breslau studiert. Ab 1911 gehörte er dem medizinischen Dienst der Reservearmee und nach dem Abschluss am Army Medical College in Washington D. C. 1913 dem der regulären Streitkräfte an. Während des Zweiten Weltkrieges diente er von September 1940 bis Januar 1941 als militärischer Beobachter der amerikanischen Botschaft in Großbritannien, wo er die Bombardierung Londons („The Blitz“) durch die deutsche Luftwaffe erlebte. Nach dem Kriegseintritt der USA wurde er im Februar 1942 zum Chefarzt des östlichen Verteidigungskommandos und der 1. US-Armee auf Governors Island in New York ernannt. Im Juni 1943 wurde er nach Washington D. C. in die Abteilung des Generalchirurgen versetzt, zu dessen Stellvertreter er am 23. Mai 1946 ernannt wurde. Nach dem Krieg war er einer der Beobachter der ersten Atombombentests auf dem Bikini-Atoll (Operation Crossroads).
Zum Generalchirurgen der US-Army wurde Bliss am 23. April 1947 durch Präsident Harry S. Truman ernannt und zum 1. Juni 1947 dazu im Rang eines Generalmajors eingeschworen. Auf diesem Posten fiel ihm nach dem Ausbruch des Koreakrieges im Juni 1950 die Organisierung und Rekrutierung des medizinischen Personals der amerikanischen Streitkräfte in Korea zu. Er führte dabei eine standardisierte Ausrüstung der medizinischen Einheiten und den Einsatz von Hubschraubern für den ambulanten Verwundetentransport ein. Trotz eines geringeren Personalaufwands konnte sein Korps die Sterblichkeitsrate verwundeter Soldaten in Korea auf 2,6 % im Vergleich zum Zweiten Weltkrieg (4,5 %) und dem Ersten Weltkrieg (8 %) senken. Am 1. Juni 1951 in den Ruhestand versetzt, verbrachte er diesen hauptsächlich in Chocorua, New Hampshire, und die Wintermonate in Tucson, Arizona. Hier starb er nach einer Erkältung auf der Medizinstation der Davis-Monthan Air Force Base. Bestattet wurde er auf dem Nationalfriedhof in Arlington, Virginia. Das Armeekrankenhaus von Fort Huachuca, wo er 1913 seine Offizierslaufbahn aufgenommen hatte, wurde nach ihm benannt.

## Privates
Raymond W. Bliss war seit 1914 verheiratet und Vater eines Sohnes und einer Tochter. Sein gleichnamiger Sohn überlebte die japanische Kriegsgefangenschaft im Lager von Cabanatuan, in die er als Armeeleutnant beim Fall der Insel Corregidor im Juni 1942 geraten war.

## Trivia
Anlässlich der 21. Oscarverleihung nahm General Bliss am 22. Juni 1949 die Auszeichnung für den besten Dokumentarkurzfilm Toward Independence entgegen, der von seiner Abteilung produziert wurde.
Zu Beginn der im September 1975 erstmals ausgestrahlten ersten Folge der vierten Staffel (Welcome to Korea Pt. 1/dt. Trapper ist weg) der Fernsehserie M*A*S*H wird General Bliss mit dem Satz „A terrible place to be (Ein schrecklicher Ort)“ als Erwiderung des Ausspruchs „I will go to Korea (Ich werde nach Korea gehen)“ des Generals Dwight D. Eisenhower zitiert.

## Auszeichnungen
- 1944 Ehrendoktorwürde seiner Alma Mater, der Tufts University
- 1948 Ehrendoktorwürde der Universität von Louisville

|  | Army Distinguished Service Medal          |
|  | Legion of Merit                           |
|  | Ritter der Ehrenlegion                    |
|  | Offizier des Ordens der Krone von Italien |

## Beförderungen
| Rang                          | Jahr              |
| ----------------------------- | ----------------- |
| First Lieutenant              | 1913, Mai         |
| Captain                       | 1916, 7. Juni     |
| Major                         | 1917, 15. Mai     |
| Lieutenant Colonel (temporär) | 1918, 23. Februar |
| Major                         | 1920, 14. Februar |
| Lieutenant Colonel            | 1933, 20. Mai     |
| Colonel                       | 1939, 20. Mai     |
| Brigadier General             | 1946, 1. Februar  |
| Major General                 | 1947, 1. Juni     |